# Cantó de Carnières
El cantó de Carnières és una divisió administrativa francesa, situada al departament del Nord i la regió dels Alts de França.

## Composició
El cantó de Carnières aplega les comunes següents :
- Avesnes-les-Aubert
- Beauvois-en-Cambrésis
- Béthencourt
- Bévillers
- Boussières-en-Cambrésis
- Carnières
- Cattenières
- Estourmel
- Fontaine-au-Pire
- Quiévy
- Rieux-en-Cambrésis
- Saint-Aubert
- Saint-Hilaire-lez-Cambrai
- Villers-en-Cauchies
- Wambaix

## Història
| Date d'elecció                        | Identitat         | Partit        |
| ------------------------------------- | ----------------- | ------------- |
| 2004-                                 | Delphine Bataille | Divers droite |
| Les dades anteriors no són conegudes. |                   |               |
|                                       |                   |               |

## Demografia
| 1962 | 1968   | 1975   | 1982   | 1990   | 1999   | 2006   |
| ---- | ------ | ------ | ------ | ------ | ------ | ------ |
| -    | 21.670 | 20.668 | 19.827 | 18.914 | 18.040 | 18.438 |